# 6510 Tarry
A 6510 Tarry (ideiglenes jelöléssel 1987 DF) a Naprendszer kisbolygóövében található aszteroida. Carolyn Shoemaker és Eugene Merle Shoemaker fedezte fel 1987. február 23-án.